# Kalózok (film, 1986)
A Kalózok (eredeti cím: Pirates) 1986-ban bemutatott francia–amerikai–tunéziai kalandfilm-vígjáték, amelyet Gérard Brach, John Brownjohn és Roman Polański forgatókönyvéből Polanski rendezett. Az 1986-os cannes-i filmfesztiválon, versenyen kívül mutatták be.

## Cselekmény
Red kapitány (Walter Matthau) a tengerek leghírhedtebb és legkegyetlenebb kalózkapitánya, ám mégis a nyílt tengeren hányódik szárnysegédjével, Békával, miközben éhes cápák fenik a fogukat rá. A két rettenetes kalóz éhségében már majdnem egymást enné meg, amikor szerencséjükre rájuk talál a Neptun nevű spanyol gálya és megmenti őket. Red kapitány megtudja, hogy a hajó gyomra egy színarany azték trónt rejt, melyet éppen Spanyolországba szállítanak. A kalóz nem sokat küzd a lelkiismeretével, helyette minden erejével azon lesz, hogy megszerezze a kincset magának!

## Szereplők
| Szerep                                | Színész                                              | Magyar hangja (1. szinkron) |
| ------------------------------------- | ---------------------------------------------------- | --------------------------- |
| Thomas Bartholomew / Red kapitány     | Walter Matthau                                       | Mádi Szabó Gábor            |
| Béka / Jean-Baptiste                  | Cris Campion                                         | Lippai László               |
| Don Alfonso de la Torré               | Damien Thomas                                        | Vitay András                |
| Boomako                               | Olu Jacobs                                           | Vass Gábor                  |
| Linares kapitány                      | Ferdy Mayne                                          | Velenczey István            |
| Hajóorvos                             | David Kelly                                          | Pathó István                |
| Spanyol tisztek                       | Tony Peck Anthony Dawson Richard Dieux Jacques Maury | (n. a.)                     |
| Parancsnok                            | Robert Dorning                                       | Szoó György                 |
| Pepito Gonzalez                       | Luc Jamati                                           | Makay Sándor                |
| Angelito                              | Emilio Fernández                                     | (n. a.)                     |
| Padre (tisztelendő atya)              | Richard Pearson                                      | Perlaki István              |
| María-Dolores de la Jenya de la Calde | Charlotte Lewis                                      | Hegyi Barbara               |

## Érdekességek
A filmben szereplő spanyol gálya egy valóban létezett hajó modern kori replikája. A hajó a film forgatása után a régi Genovai kikötőbe került, ahol azóta ismert és népszerű turistalátványosság.